# Solomamma
Solomamma ist eine Filmkomödie / Tragikomödie von Janicke Askevold. Im Film spielt Lisa Loven Kongsli in der Titelrolle eine erfolgreiche Journalistin und dank einer Samenspende glückliche, alleinerziehende Mutter. In weiteren Rollen sind Herbert Nordrum, Nasrin Khusrawi und Rolf Kristian Larsen zu sehen. Der Film feierte im August 2025 beim Locarno Film Festival seine Premiere, wo er im Wettbewerb für den Goldenen Leoparden gezeigt wird.

## Handlung
Die um die vierzigjährige Edith ist eine von Neugier getriebene Journalistin und alleinerziehende Mutter. Ihr vierjähriger Sohn Sigurd wurde durch die Samenspende eines Fremden geboren. Sie wurde in einer Klinik in Dänemark befruchtet. Edith scheint kein Liebesleben zu haben. Als ihr Sohn ein Verhalten an den Tag legt, von dem einige ihrer Freunde vermuten, dass er es von dem Mann geerbt hat, dessen Sperma verwendet wurde, beginnt Edith damit, Audio-Interviews mit dem Mann, der das Sperma gespendet hat, zu hören. Sie kann diesen aufspüren, kontaktiert ihn, gibt vor, sich für sein Unternehmen zu interessieren und vereinbart ein Interview.
Bei ihrem ersten Treffen ist er reserviert und überrascht, dass sie ausgerechnet über ihn eine Story schreiben will.

## Produktion
„In Norwegen wurde vor fünf Jahren durch eine Gesetzesänderung die alleinige Mutterschaft durch künstliche Befruchtung legal, kostenlos und in öffentlichen Krankenhäusern zugänglich gemacht. Das ist ein wichtiges soziales Signal. In anderen Ländern, wie zum Beispiel Italien, ist dies nach wie vor illegal, und die Einstellungen gehen weit auseinander. Ich hoffe, der Film kann zeigen, dass es viele Formen der Familie gibt.“

Regie führte Janicke Askevold, die gemeinsam mit Jørgen Færøy Flasnes und Mads Stegger auch das Drehbuch schrieb. Es handelt sich bei Solomamma nach Together Alone von 2021 um Askevolds zweiten Spielfilm. Sie ist Absolventin des Atelier Théâtral de Création in Paris. Als Schauspielerin war Askevold in der Vergangenheit in Filmen wie My Way – Ein Leben für das Chanson von Florent-Emilio Siri, Hippokrates und ich von Thomas Lilti oder Schlittenfahrt ins Weihnachtsglück von Arnauld Mercadier zu sehen.

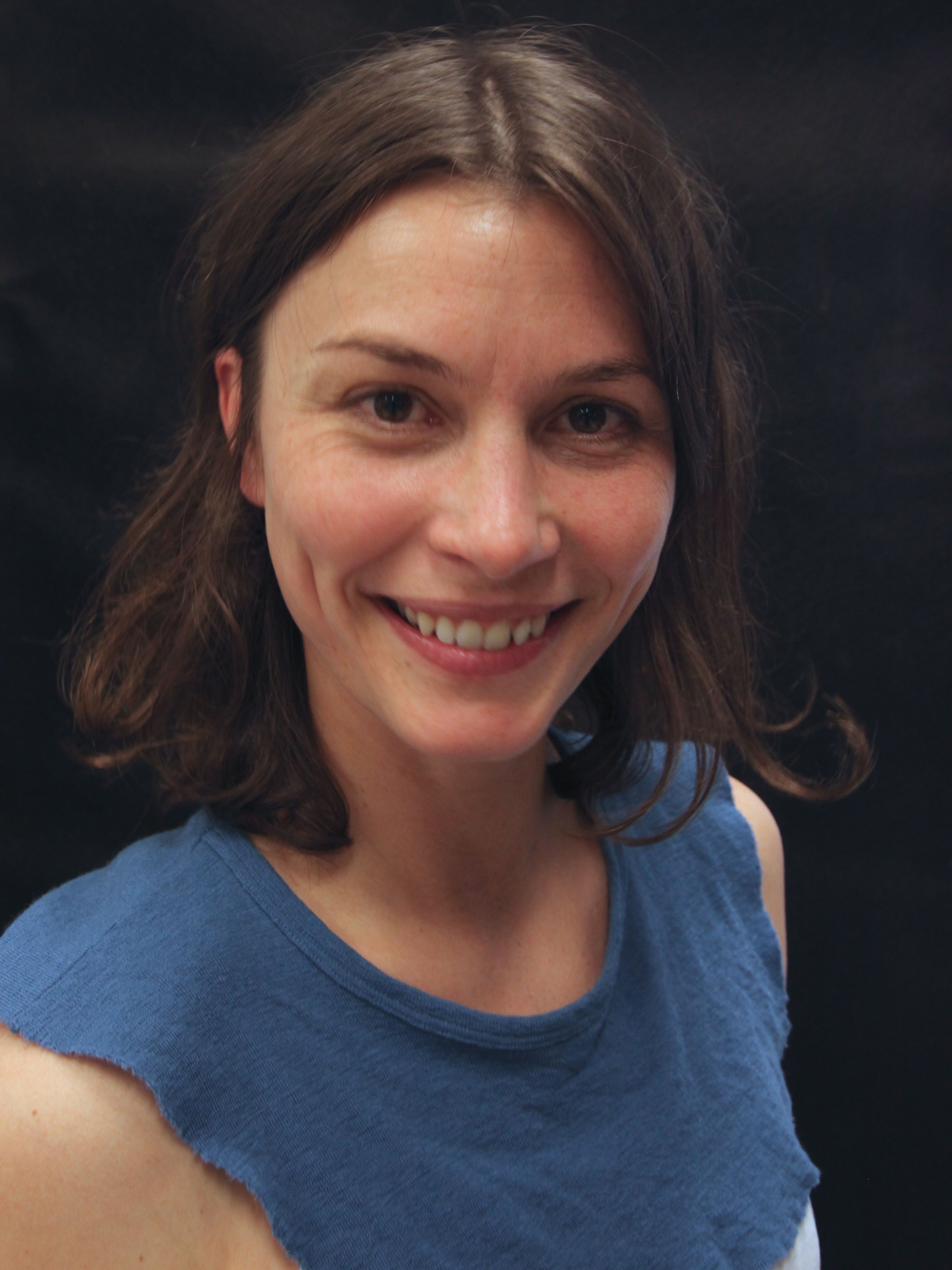
Lisa Loven Kongsli spielt in der Titelrolle die alleinerziehende Mutter Edith

Eine Freundin hatte Askevold erzählt, sie habe den leiblichen Vater ihres Sohnes über soziale Medien gefunden und eine Beziehung mit ihm begonnen ohne ihm die Wahrheit zu sagen, was die Regisseurin zu Solomamma inspirierte: „Ich spürte sofort, dass dies der Beginn einer Geschichte war, die es wert war, weiterverfolgt zu werden.“ Das habe sie dazu gebracht, über moderne Mutterschaft und ihre vielen Facetten nachzudenken. In Vorbereitung auf das Schreiben des Drehbuchs hatte sich Askevold mit alleinerziehenden Müttern in ganz Norwegen getroffen, die ebenfalls durch eine Samemspende schwanger wurden. Diese hatten teils Selbsthilfegruppen gegründet und ihre Kinder mit ihren Halbgeschwistern zusammengebracht.
Die Norwegerin Lisa Loven Kongsli, bekannt aus Ruben Östlunds Filmdrama Höhere Gewalt, spielt die alleinerziehende Mutter Edith. Ihr Landsmann Herbert Nordrum spielt Niels, den Samenspender. Nasrin Khusrawi spielt Marie und Rolf Kristian Larsen Thorbjørn. Céline Engbrightsen ist in der Rolle von Dorte zu sehen.
Die Dreharbeiten fanden in der norwegischen Hauptstadt Oslo statt. Kameramann Torjus Thesen war in der Vergangenheit ausschließlich für Kurzfilme und Fernsehserien tätig.
Die Musik für den Film steuerten die litauischen Komponisten Karlis Auzans, Paulius Kilbauskas und Vygintas Kisevicius bei.
Der erste Trailer wurde Anfang August 2025 vorgestellt. Die Premiere des Films fand am 11. August 2025 beim Locarno Film Festival statt.

## Auszeichnungen
Locarno Film Festival 2025
- Nominierung im Internationalen Wettbewerb für den Goldenen Leoparden[4]